# Portage Des Sioux
Portage Des Sioux is een plaats (city) in de Amerikaanse staat Missouri, en valt bestuurlijk gezien onder St. Charles County.

## Demografie
Bij de volkstelling in 2000 werd het aantal inwoners vastgesteld op 351.
In 2006 is het aantal inwoners door het United States Census Bureau geschat op 349, een daling van 2 (-0,6%).

## Geografie
Volgens het United States Census Bureau beslaat de plaats een oppervlakte van
1,3 km², waarvan 1,2 km² land en 0,1 km² water.

## Plaatsen in de nabije omgeving
De onderstaande figuur toont nabijgelegen plaatsen in een straal van 16 km rond Portage Des Sioux.